# 森有礼
森有礼（日语：〔〕／ Mori Arinori，1847年8月23日—1889年2月12日），日本政治人物、外交官、教育家，是日本现代教育的先驱和首任文部大臣、“明治六大教育家”之一、被称为“日本现代教育之父”。信仰基督教。

## 生平
森有礼出生于鹿儿岛的武士家族，兄横山安武。早年隨著兄長学习汉学，隨川上八郎左衛門學習天真流劍術。
1865年，森有礼被鹿儿岛藩选派赴英国留学，在伦敦大学学院学习近代科学（数学、物理和化学），同学中有后来著名的企业家、政治家五代友厚。
1866年，明治维新在日本发动，森有礼很受鼓舞也很关心。
1868年6月，森有礼回到日本。同年7月，出任徵士外国官权判事。回国后於1873年与福泽谕吉、西周、西村茂树、中村正直、加藤弘之、津田真道、箕作麟祥等创办了“明六社”，從事啟蒙。
1875年，森有礼在东京银座尾张町创办了「商法讲习所」，是今一桥大学的前身，所以森有礼也被认为是一桥大学的创办人。
1875年11月，森有礼作为日本驻华公使派往中国，年僅二十八歲，于1876年初与当时的清朝政府斡旋朝鲜半岛问题。曾与清朝大臣李鸿章有多次爭論 。當李鴻章問為何日本人改穿西服時，森有禮答以千年前日本人也一度改穿中國服飾，而兩百年前中國人也改穿滿洲服飾，當時滿人強迫漢人變革時，也引起了“貴國人民的忌嫌”。1877年出任英国公使。
1885年，日本首位内阁大臣伊藤博文建立内阁幕僚，森有礼是伊藤博文的故交和校友（伊藤博文也曾在英国的伦敦大学学院留学），受伊藤博文邀请出任内阁文部大臣（首任文部大臣），从而发动日本国内的重大教育改革。
1886年3月，日本文部在森有礼领导下废止原来施行的《教育令》，新颁布《学校令》和《帝国大学令》。1886年4月，文部又陆续颁布《师范学校令》、《小学校令》等教育改革的一系列条例。这些条例被视为日本现代学制的基石。
1889年2月11日，《大日本帝國憲法》頒布當日，準備出席大典的森有礼被國粹主義支持者西野文太郎以「參拜伊勢神宮時態度不敬」為由刺殺，延至翌日（2月12日）傷重不治，年仅41岁。

## 代表著作
- 《宗教自由人是人生所天赋的》
- 《日本教育问题》
- 《文学兴国策》

### 引用
1. 1 2  林丁國. . 2012年2月: 91. ISBN 978-986-6078-11-8.
2. ↑  . 劝学网.   [2011-01-10]. （原始内容存档于2011-10-19） （中文）.
3. ↑  .   [2019-06-08]. （原始内容存档于2019-06-08）.